# Testamento de Naunakhte
El testamento de Naunakhte es un papiro encontrado en el pueblo de los artesanos de Deir el-Medina que se remonta a la XX dinastía, bajo el reinado de Ramsés V. El papiro fue descubierto por el Instituto francés de Arqueología Oriental en la primavera de 1928 y describe las últimas voluntades de una mujer que desheredó a varios de sus hijos. Es uno de los más famosos ejemplos de los amplios derechos de que disfrutaban las mujeres en el antiguo Egipto, legalmente en igualdad con el varón.
El papiro originalmente estaba en un solo rollo compuesto de ocho hojas de papiro. Separado en dos, fue adquirido por Sir Alan Gardiner y hubo que esperar a que los rollos fueran reunidos nuevamente para constatar que eran los trozos de un mismo papiro. Escrito en hierático, este papiro mide 43 cm de altura y 1,92 m de longitud. Revela también que ha sido escrito por dos escribas diferentes, probado por los cambios en la escritura. Siempre en el papiro, estos dos escribas diferentes están atestiguados por escrito sobre la octava línea, donde se dice que ha sido «escrito por Amennakht, el escriba de las tumbas reales a la entrada prohibida». La escritura pasa entonces a otra mano, la de Harshire, hijo de Amennakht; los nombres de los dos hombres aparecen igualmente en la lista de los catorce testigos citados al principio del documento.
Este papiro se conserva ahora en el Museo Ashmolean en la universidad de Oxford, bajo la referencia P. Ashmolean 1945.97.

## La señora Naunakhte
La señora Naunakhte recibe el título de 'ciudadana' lo que es revelador de la libertad de las mujeres egipcias en la época. Se había casado dos veces, primeramente a los doce años con el escriba Kenhikhopshef de cincuenta y cuatro, pronto viuda se casó con el obrero Khaemnoun con el que tuvo los ocho hijos mencionados en el papiro.

## Contenido del testamento
El testamento de Naunakhte expone su voluntad con relación a la herencia de sus ocho hijos. Antes de exponer la división de los activos, el papiro deja constancia de la fecha a la cual la declaración con relación a los bienes de Naunakhte ha sido hecha, después indica las catorce testigos presentes en el momento de la transcripción de la declaración. Una vez que estos hechos han sido expuestos, el testamento prosigue separando a los vástagos en términos de saber quien va a recibir bienes de Naunakhte y quienes serán desheredados. Naunakhte deshereda a tres hijos y da sus bienes a los cinco restantes, y en el caso de Kenhikhopshef, le otorga también un cuenco de lavado en bronce como recompensa especial. Aunque Naunakhte reniega de varios de sus hijos, afirma que solo se les niega parte de los bienes sobre los cuales ella ejerce un control. Los hijos desposeídos todavía podían recibir bienes de los de su padre Khaemnoun, el marido de Naunakhte.
El testamento de Naunakhte ofrece una percepción del procedimiento judicial en el seno de la vida cotidiana de los egipcios, en particular de los obreros y sus familias en Deir el-Medina. Muestra igualmente la utilización creciente de documentos escritos por los egipcios comunes no pertenecientes a los estratos altos de la sociedad. El testamento de Naunakhte también ilustra el lugar que las mujeres detentaban en la sociedad egipcia, único en la antigüedad. Las mujeres podían tener sus propios negocios, heredar y dejar en herencia, testificar y litigar en los tribunales por sí mismas sin necesidad de ningún tutor o representante masculino, incluso hacer préstamos a sus esposos. La posición jurídica de la mujer con relación a la propiedad era igual a los hombres. Aunque las mujeres tenían tendencia a heredar poco de su familia, gestionaban sus propios bienes fueran solteras, casadas, viudas o divorciadas. Finalmente, la voluntad de Naunakhte da una percepción de las prácticas de cuidado de los padres mayores y las normas sociales en cuanto al apoyo de los padres en la vejez.

## Hijos de Naunakhte
- Maaynakhtef (hijo)
- Kenhikhopshef (hijo)
- Amennakht (hijo)
- Ouosnakhte (hija)
- Manenakhte (hija)
- Neferhotep (hijo)
- Henshene (hija)
- Khanoub (hija)

Según el papiro, de los hijos de la señora Naunakhte y de su segundo marido Khaemnoun, los cinco primeros están considerados como «buenos hijos» que continuaron apoyando y cuidando a Naunakhte en su vejez, y por lo tanto recibirán una parte de sus bienes. En cambio, Neferhotep, Henshene, y Khanoub no han sostenido suficientemente a Naunakhte y son pues desautorizados a heredar.

## Estudio del testamento
Estudiado y analizado por primera vez por Jaroslav Černý, el testamento de Naunakhte es citado a menudo en cuanto a la condición de las mujeres en Egipto, de la literatura judicial, y de la vida en el pueblo de los obreros de Deir el-Medina. Por ejemplo, A.G. McDowell cita el testamento de Naunakhte como un ejemplo de la libertad que tenían las mujeres en cuanto al control de sus bienes propios. Ben Haring utiliza igualmente el testamento de Naunakhte para describir la utilización creciente de papiros para plasmar a la vez los asuntos privados y judiciales.